# Bathocyroe fosteri
Bathocyroe fosteri is een soort in de taxonomische indeling van de ribkwallen (Ctenophora). 
De kwal behoort tot het geslacht Bathocyroe en behoort tot de familie Bathocyroidae. De wetenschappelijke naam van de soort werd voor het eerst geldig gepubliceerd in 1978 door Madin & Harbison.